# Baruj Benacerraf
Pour les articles homonymes, voir Benacerraf.
Baruj Benacerraf, né le 29 octobre 1920 à Caracas au Venezuela et mort le 2 août 2011 à Boston (Massachusetts) dans le quartier de Jamaica Plain, est un médecin et biologiste américain et vénézuélien, d'origine marocaine, spécialiste de l'immunologie, qui a obtenu le prix Nobel de physiologie ou médecine en 1980.

## Biographie
Fils d'un Marocain juif séfarade originaire de Tétouan et d'une Vénézuélienne, Baruj Benacerraf naît à Caracas où son père, cordonnier, avait émigré se lançant dans le textile et l'import-export. Celui-ci fera fortune, entre autres en achetant des terrains qui se révèleront pétrolifères. La famille s'installe à Paris en 1925, puis retourne au Venezuela en 1939, fuyant la Seconde Guerre mondiale. Il part étudier aux États-Unis en 1942, où, après avoir été rejeté par plusieurs universités probablement pour être juif et étranger, il est admis finalement  à l'université de Virginie. Appelé sous les drapeaux, il est naturalisé américain en 1943. Cette même année, il épouse Annette Dreyfus (1922-2011),, arrière-petite-nièce du capitaine Dreyfus et nièce par alliance de Jacques Monod, une étudiante française qui avait fui l'Occupation. Il obtient son doctorat en médecine en 1945.
Baruj Benacerraf est envoyé par l'armée américaine en France en 1946, où il travaille à l'hôpital militaire de Nancy. Libéré de ses obligations militaires en 1947, il retourne aux États-Unis où il obtient une bourse en immunologie à l'université Columbia à New York. Ses parents et sa belle-famille s'étant réinstallés en France, il les rejoint en 1949 et travaille à l'hôpital Broussais, dans le laboratoire de l'immunologiste et allergologue Bernard Halpern (1904-1978). Sa vie va alors se partager entre ses travaux de recherche à Paris et le Venezuela où il gère les affaires familiales. Il va d'ailleurs consacrer une grande partie de son temps à la gestion de la fortune familiale au décès de son père. Ces relations avec Bernard Halpern ne sont pas bonnes et en 1955, il repart aux États-Unis, aussi parce qu'il comprend qu'il ne peut faire une carrière universitaire en France en tant qu'étranger. Il assure à la fois la direction d'une banque d'affaires à New York que sa famille possède et son travail à l'université de New York où il poursuit ses recherches en immunologie.
Celui qui est alors décrit par un collègue comme « un homme d'affaires dont le hobby est la science » va alors faire le choix de se consacrer entièrement à la recherche. En 1970, il rejoint l'université Harvard où il travaillera jusqu'en 1991. Son travail sur l'histocompatibilité, mené à la New York University School of Medicine entre 1956 et 1968, fut récompensé en 1980 avec le Français Jean Dausset et l'Américain George Snell par le prix Nobel de physiologie ou médecine.
Il meurt le 2 août 2011 des suites d'une pneumonie.
Son frère, Paul Benacerraf, est un philosophe français des mathématiques, qui enseignait à l'université de Princeton. Sa fille, Baryl, née le 29 avril 1949, à Manhattan, radiologiste et professeur à l'université Harvard est morte le 1er octobre 2022, à Cambridge, Massachusetts.

## Apports scientifiques
Baruj Benacerraf a démontré que la réponse immunitaire dépend de certains gènes de transmission autosomique dominante, les gènes de réponse immunitaire. Ces derniers seront intégrés, plus tard, au complexe majeur d'histocompatibilité.

## Prix et distinction
- 1980 : prix Nobel de physiologie ou médecine
- 1990 : National Medal of Science

### Docteurhonoris causa
- 1981 : docteur honoris causa en sciences de l'université du Commonwealth de Virginie
- 1981 : docteur honoris causa en sciences de l'université de New York
- 1982 : docteur honoris causa en sciences de l'université Yeshiva
- 1985 : docteur honoris causa en sciences de l'université Columbia
- 1988 : docteur honoris causa en sciences de l'université Adelphi
- 1989 : docteur honoris causa en philosophie de l'Institut Weizmann
- 1992 : docteur honoris causa en sciences de Gustavus Adolphus College (en)
- 1992 : docteur honoris causa en sciences de l'université Harvard
- 1993 : docteur honoris causa en sciences de l'université de Bordeaux
- 1995 : docteur honoris causa en médecine de l'université de Vienne